# ФК Рудар Костолац
ФК Рудар Костолац је фудбалски клуб из Костолца, и тренутно се такмичи у Зони Дунав, четвртом такмичарском нивоу српског фудбала. 